# كوري سيفر
كوري سيفر هو ممثل كندي، ولد في 3 يوليو 1984 بأجاكس في كندا.

## أعمال

### أفلام
- (2011) المخلدون[3][4]

### مسلسلات
- الشاطئ الشمالي
- ميامي

## وصلات خارجية
- كوري سيفر على موقع IMDb (الإنجليزية)
- كوري سيفر على موقع ألو سيني (الفرنسية)
- كوري سيفر على موقع أول موفي (الإنجليزية)
- كوري سيفر على موقع إن إن دي بي (الإنجليزية)
- كوري سيفر على موقع قاعدة بيانات الفيلم (الإنجليزية)
- كوري سيفر على موقع كينوبويسك (الروسية)